# Chelodina longicollis
Espèce
Synonymes
- Testudo longicollis Shaw, 1794
- Chelodina novae-hollandiae Duméril & Bibron, 1835
- Chelodina sulcata Gray, 1856
- Chelodina sulcifera Gray, 1856

Chelodina longicollis, la tortue à long cou ou tortue-girafe est une espèce de tortue de la famille des Chelidae.

## Distribution et habitat
Cette espèce se retrouve exclusivement sur l'ile de rote et la partie orientale de celle de Timor. Elle se rencontre au Queensland, en Nouvelle-Galles du Sud, au Victoria et en Australie-Méridionale. L'espèce est peu présente en captivité et donc rarement reproduite.
On la trouve dans les cours d'eau calmes (y compris étangs et réservoirs) dans les régions sablonneuses, elle va se réchauffer au soleil sur les souches ou les rochers du bord de l'eau.

## Description

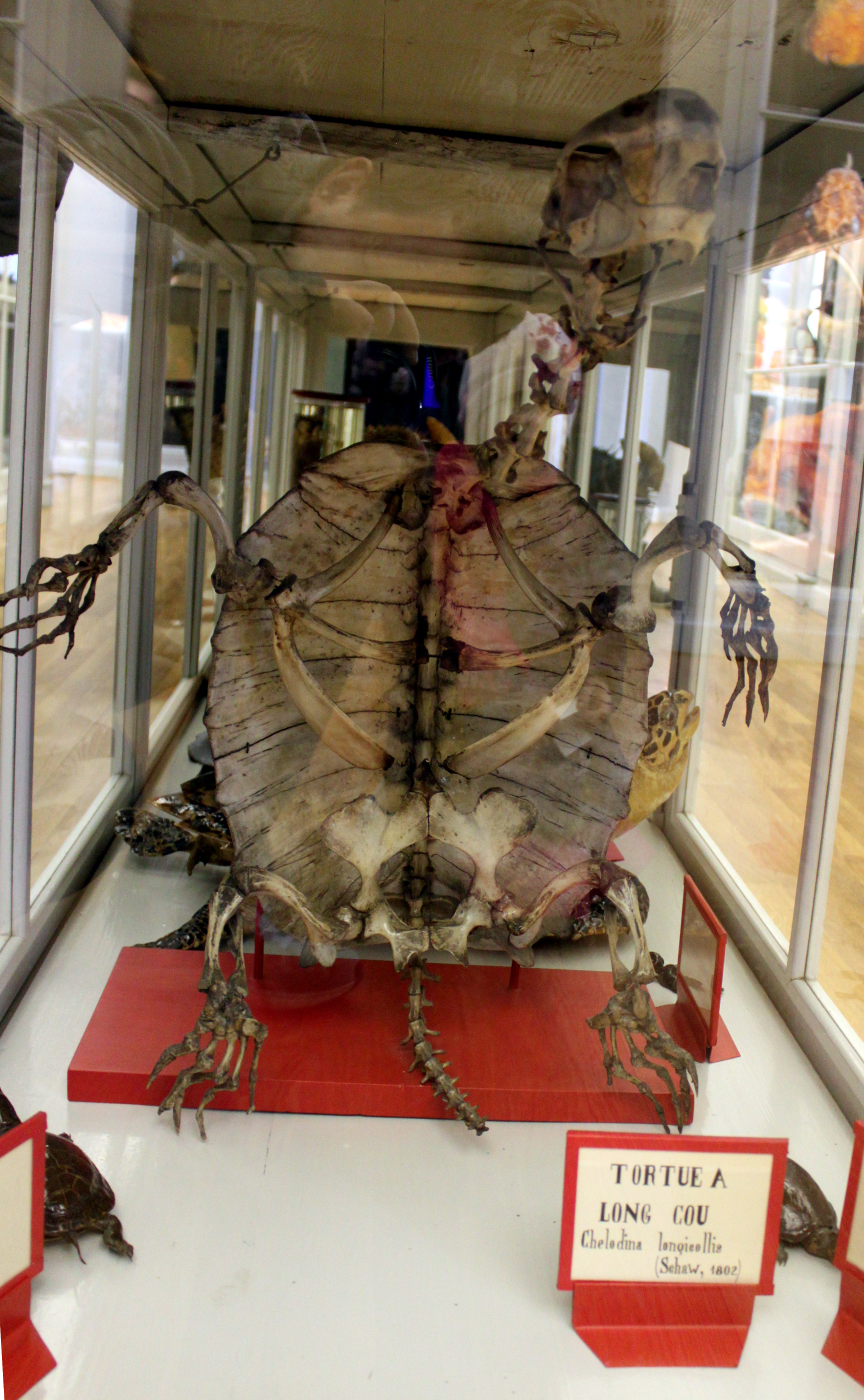
Squelette de tortue à long cou, Muséum d'histoire naturelle de Dijon, France

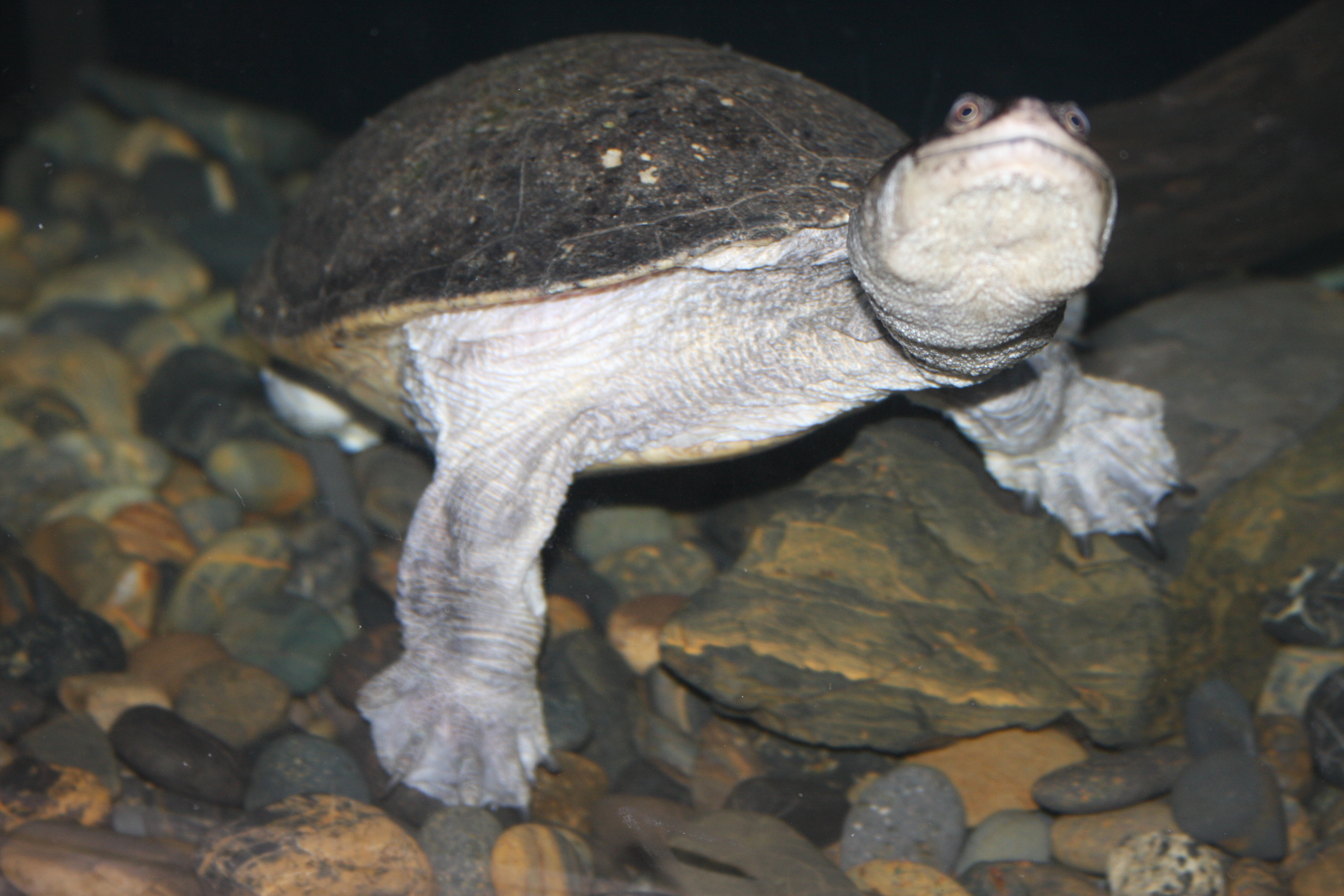
Chelodina longicollis

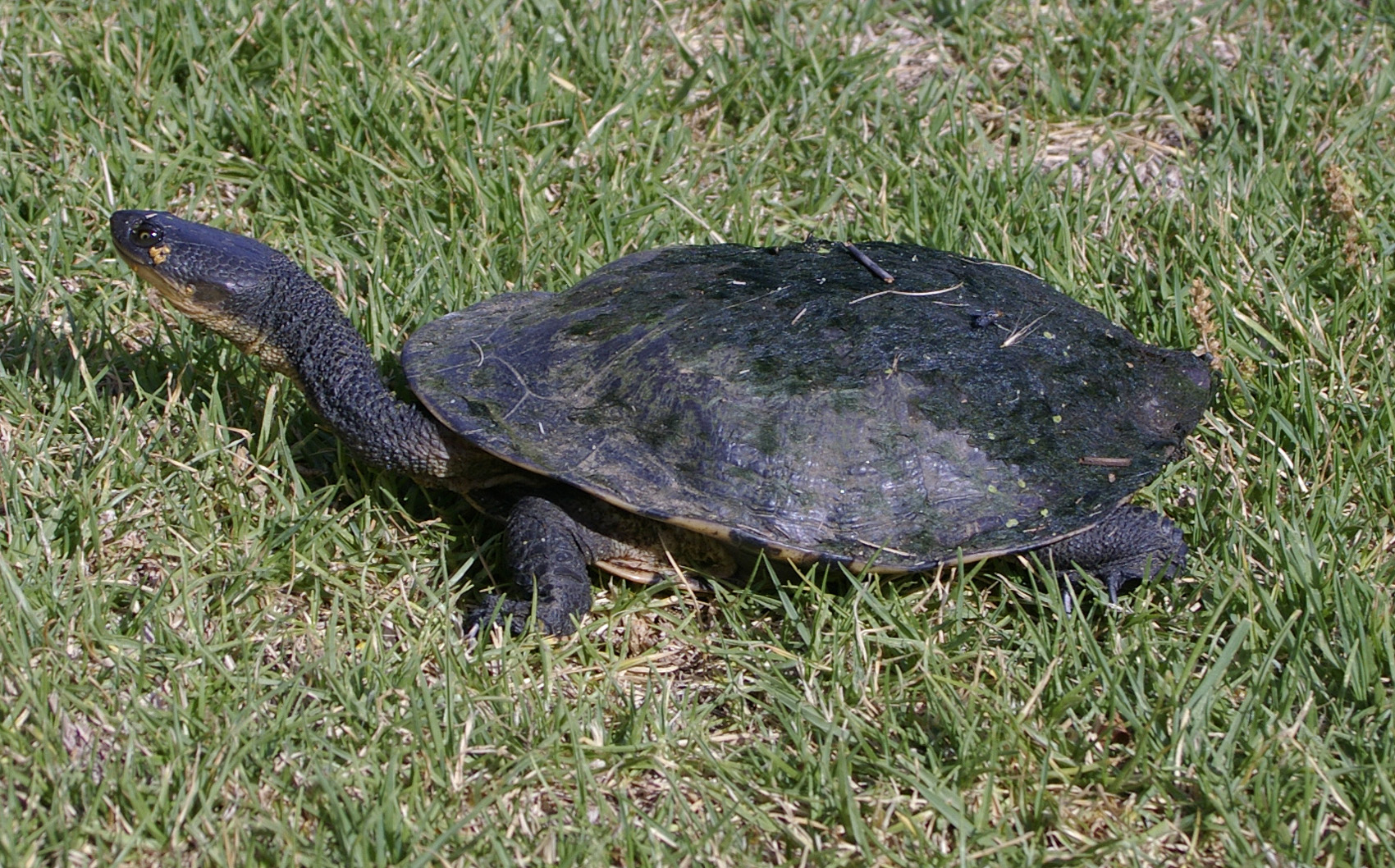
Chelodina longicollis

C'est une tortue semi-aquatique d'eau douce.
Elle a une carapace mesurant 20 à 30 cm de long, plate, large, marron foncée ou noire avec un plastron jaune, blanc ou crème. La tête est petite, avec un museau court. Par contre le cou, couvert de gros tubercules, est très long atteignant parfois la longueur de la carapace, ce qui l'empêche de rentrer la tête dans sa carapace en cas de danger et elle ne peut que replier son cou, caractéristique des tortues de la famille des chelidae. Les paupières sont translucides. La queue est très courte. Les pattes palmées et munies de griffes sont puissantes lui permettant de nager, de creuser le sable ou de déchirer facilement ses proies.
Quand elle se sent menacée, elle émet, par ses glandes à musc, un liquide à odeur nauséabonde qui lui sert de protection.
Elle est rarement présente en captivité, peu de cas de reproduction sont reportés en captivité (Europe principalement). l'espèce tend rapidement à disparaître de son biotope d'origine si des mesures de protection ne sont pas prises.

## Alimentation
Elle est carnivore, se nourrissant d'insectes, de vers, de grenouilles, de petits poissons, de crustacés ou de mollusques.

## Reproduction
Au début de l'été, la femelle va pondre de 8 à 20 œufs dans le sable du bord de l'eau. Trois à cinq mois plus tard, les petits vont sortir de leur coquille mais ils sont des proies faciles pour les oiseaux et les poissons. La femelle pond 2 à 3 fois par an. Les pontes en captivité sont moins importantes et comportent une dizaine d'œufs.
Des cas d'hybridations viables entre cette espèce et Emydura subglobosa ont été rapportés (Fritz & Baur, 1995). D'autres cas d'hybridation ont été remarqués, par exemple avec Chelodina mccordi ou Chelodina novaeguineae. La viabilitié des jeunes n'est cependant pas montrée pour le moment.

## Publication originale
- Shaw, 1794 : The Zoology of New Holland. London, p. 1-33 (texte intégral).